# Lobochilotes labiatus
Lobochilotes labiatus är en fiskart som först beskrevs av Boulenger, 1898.  Lobochilotes labiatus ingår i släktet Lobochilotes och familjen Cichlidae. IUCN kategoriserar arten globalt som livskraftig. Inga underarter finns listade i Catalogue of Life.